# Jod-jod-kalium
Jod-jod-kalium er en opløsning af jod og kaliumiodid i vand. Opløsningen kaldes også Lugols reagens efter den franske læge Jean Lugol (1786–1851) som foreslog at bruge opløsningen til at behandle tuberkulose.
Jod-jod-kalium bruges som en indikator til at påvise stivelse. Stoffet går i forbindelse med amylosen i stivelsen og danner en mørkeblå farve.
Denne testmetode er væsentlig for undersøgelse af plantevævs indhold af oplagret energi. Indholdet af stivelse giver et indirekte fingerpeg om plantens vitalitet.